# شهرک صنعتی شیراز (روستا)
شهرک صنعتی شیراز روستایی در دهستان قره باغ بخش مرکزی شهرستان شیراز استان فارس ایران است.

## جمعیت
بر پایه سرشماری عمومی نفوس و مسکن در سال ۱۳۹۵ جمعیت این روستا ۳۹۲ نفر (۱۳۰خانوار) بوده‌است.